# Anerincleistus rupicola
Anerincleistus rupicola är en tvåhjärtbladig växtart som först beskrevs av Madhavan Parameswarau Nayar, och fick sitt nu gällande namn av J.F. Maxwell. Anerincleistus rupicola ingår i släktet Anerincleistus och familjen Melastomataceae. Inga underarter finns listade i Catalogue of Life.